# Mademoiselle from Armentières
Mademoiselle from Armentières ist der Titel eines englischsprachigen Soldatenlieds. Das auch unter seiner Hookline Inky, Pinky, parlez-vous oder Hinky, Dinky, Parley Voo bekannte Musikstück war insbesondere im Ersten Weltkrieg bei den britischen, kanadischen, australischen, neuseeländischen und US-amerikanischen Truppen populär.

## Ursprung
Zur Entstehung des Liedes gibt es zahlreiche Theorien. Laut Joanna C. Colcord (Songs of American Sailormen, 1938) lag der Ursprung des Liedes „definitiv“ im Seemannslied Snapoo, das bereits im 19. Jahrhundert im Vereinigten Königreich und in den Vereinigten Staaten unter den Titeln The Little Dutch Soldier und The Dutch Marine bekannt war. Colcord stellte sich gegen die Behauptung, das Lied wäre erst in den Schützengräben des Ersten Weltkrieges durch Briten den Amerikanern beigebracht worden. Snapoo wiederum ginge laut Colcord wahrscheinlich auf ein altes französisches Volkslied zurück. James J. Fuld nannte später in seinem Referenzwerk The Book of World-Famous Music neben Snapoo noch fünf weitere Varianten zur Entstehung, die er aber alle selbst für eher unwahrscheinlich hielt. So sollte die Melodie des Stücks auch auf das britische Soldatenlied Skiboo aus den 1880er Jahren, das deutsche Studentenlied Die drei Reiter, zum Teil auch auf das Sezessionskriegs-Lied When Johnny Comes Marching Home oder das französische Lied Mademoiselle de Bar-le-Duc über die Tochter eines französischen Gastwirtes und mehrere preußische Soldaten während des Deutsch-Französischen Krieges zurückgehen. Als letzte Variante nennt Fuld eine Parodie der Ballade Der Wirtin Töchterlein nach dem gleichnamigen Gedicht von Ludwig Uhland. Don Tyler nennt als Vorlage das Lied Three German Officers Crossed the Rhine, das nach einer ähnlichen Melodie gesungen wurde.

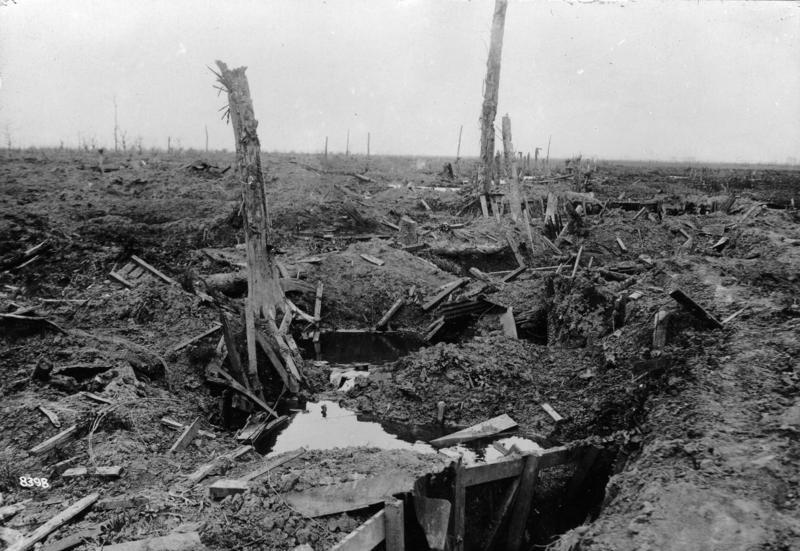
Schlachtfeld bei Armentières (1914)

Während des Ersten Weltkrieges war die Gegend um Armentières Schauplatz heftiger Kämpfe zwischen alliierten und deutschen Truppen, unter anderem während der Schlacht von Armentières (1914) und der vier großen Flandernschlachten (1914, 1915, 1917 und 1918). Bei Armentières gab es auch ein großes Depot hinter der Front, zu dem die Truppen zur Erholung vom Grabenkampf geschickt wurden. In den Estaminets von Armentières erhielten die Soldaten Speisen und Getränke, fanden vor allem aber die Gesellschaft von Frauen. Daneben gab es auch die mehr oder weniger im Geheimen stattfindende Militärprostitution, die als Thema in vielen Soldatenliedern Niederschlag fand.
Nach einer anderen Überlieferung soll ein Vorfall, bei dem eine Kellnerin eines französischen Cafés namens Marie Lecoq einen General nach anzüglichen Bemerkungen geohrfeigt haben soll, die Inspiration für die erste Textversion geliefert haben.
Wahrscheinlicher ist jedoch, dass Musik und Text in den oft langen Wartezeiten in den Gräben improvisiert wurden. Dies erklärt die mundartlichen Texte, die sich um Themen wie Sex und Alkoholkonsum oder die Verhöhnung von Vorgesetzten drehen. Die Melodie des Liedes ist sehr einfach, wodurch sich unvermeidlich Ähnlichkeiten zu anderen bekannten Melodien zeigen.
Die erste Tonaufnahme des Lieds stammt vom Music-Hall-Sänger Jack Charman aus dem Jahr 1915. In Charmans Version weicht der Text aber noch von der später bekannt gewordenen Version ab, insbesondere fehlt das Hinky, Dinky.
Eine erste gedruckte Variante des Lieds noch unter dem Titel Hinky Dinky Parlez-Vous wies James J. Fuld für das Jahr 1919 im Buch Ye A.E.F Hymnal. A Collection of the Doughboy Lyrics That Smoothed the Road From Hoboken to the Rhine nach, dessen 4. Ausgabe 1919 beim Verlag Henry Mayers in Brooklyn, New York erschienen war. Laut Fuld könnte die 1. Ausgabe des Werks bereits Ende 1917 oder Anfang 1918 noch in Frankreich beim Verlag Berger-Levrault erschienen sein. Im Januar 1919 druckte der Londoner Verlag E. Marks & Son eine andere Variante, welche Musik und Text des Lieds dem Autor Will Hythe zuschrieb. Im September 1919 erschien beim Londoner Verlag B. Feldman & Co. eine Variante, laut der Text und Musik von Harry Carlton und Joseph A. Tunbridge stammen.
Viele verschiedene Personen erhoben später Anspruch darauf, Musik und Text des Liedes geschrieben zu haben, darunter der Brite Edward Rowland und der Kanadier Gitz Rice oder der britische Komponist Harry Wincott (eigentlich Alfred J. Walden), wobei diese Angaben mehrheitlich als zweifelhaft eingestuft wurden.

## Text
Der Text des Liedes existiert in unzähligen Varianten. Die erste Textzeile Mademoiselle from Armentières, parlez-vous? wird zweimal gesungen, danach folgt ein beliebig austauschbarer zweizeiliger Text, bevor die Strophe mit dem Inky, Pinky, parlez-vous bzw. Hinky, Dinky, Parley Voo endet. Weit verbreitet ist unter anderem folgende Strophe:
Mademoiselle from Armentières, parlez-vous?
Mademoiselle from Armentières, parlez-vous?
Mademoiselle from Armentières,
she hasn’t been kissed for forty years.
Inky, Pinky, parlez-vous!
Frederick Thomas Nettleingham zählte bereits 1917 in seinem Buch Tommy’s Tunes. A Comprehensive Collection of Soldiers’ Songs, Marching Melodies, Rude Rhymes, and Popular Parodies über 40 verschiedene Strophen. John T. Winterich veröffentlichte 1953 eine Auswahl von 101 teils sehr vulgären Strophen, die er aus mehreren hundert verfügbaren ausgewählt hatte. Winterich sah die Popularität des Liedes vor allem in dessen Anpassungsfähigkeit begründet. Zu den Textvarianten zählen unter anderem:
She got the palm and the Croix de guerre,
for washin’ soldiers’ underwear.
You didn’t have to know her long,
to know the reason men go wrong.
She’s the hardest working girl in town,
but she makes her living upside down.
On her bed she sure was fun,
moving her ass like a Maxim Gun.
The cooties rambled through her hair,
she whispered sweetly “C’est la guerre”.
You might forget the gas and shell,
but you’ll never forget the Mademoiselle.
Just blow your nose and dry your tears,
we’ll all be back in a few short years.

## In weiteren Medien
Maurice Elveys Stummfilme Mademoiselle from Armentieres (1927) und Mademoiselle Parley Voo (1928) griffen den populären Titel des Liedes auf.
Das Lied oder Varianten davon wurden in zahlreichen Filmen und Fernsehserien eingesetzt. Regisseur Peter Jackson ließ während des Abspanns seines Dokumentarfilms They Shall Not Grow Old (2018), in dem er restauriertes und nachträglich coloriertes Bildmaterial aus dem Ersten Weltkrieg zeigte, eine über sechs Minuten lange Version des Liedes laufen.